# Silver Lake (Kansas)
Silver Lake is een plaats (city) in de Amerikaanse staat Kansas, en valt bestuurlijk gezien onder Shawnee County.

## Demografie
Bij de volkstelling in 2000 werd het aantal inwoners vastgesteld op 1358.
In 2006 is het aantal inwoners door het United States Census Bureau geschat op eveneens 1358.

## Geografie
Volgens het United States Census Bureau beslaat de plaats een oppervlakte van
1,4 km², geheel bestaande uit land. Silver Lake ligt op ongeveer 274 m boven zeeniveau.

## Plaatsen in de nabije omgeving
De onderstaande figuur toont nabijgelegen plaatsen in een straal van 20 km rond Silver Lake.